# Okręg wyborczy Swan
Okręg wyborczy Swan (ang. Division of Swan) – jednomandatowy okręg wyborczy do Izby Reprezentantów Australii, położony w centralnej części Perth, stolicy stanu Australia Zachodnia. Istnieje nieprzerwanie od pierwszych wyborów do parlamentu federalnego Australii w 1901 roku. Nazwa okręgu pochodzi od Rzeki Łąbędziej (ang. Swan River).

## Lista posłów
| okres urzędowania | poseł           | przynależność |
| ----------------- | --------------- | --- |
| 1901–1918         | John Forrest    | Partia Protekcjonistyczna (1901–1909) Związkowa Partia Liberalna (1909–1917) Nacjonalistyczna Partia Australii (1917–1918) |
| 1918–1919         | Edwin Corboy    | Australijska Partia Pracy                                                                                                  |
| 1919–1922         | John Prowse     | Partia Wiejska |
| 1922–1940         | Henry Gregory   | Partia Wiejska |
| 1940–1943         | Thomas Marwick  | Partia Wiejska (1940–1943) niezrzeszony (1943)                                                                             |
| 1943–1946         | Don Mountjoy    | Australijska Partia Pracy                                                                                                  |
| 1946–1949         | Len Hamilton    | Partia Wiejska |
| 1949–1954         | Bill Grayden    | Liberalna Partia Australii                                                                                                 |
| 1954–1955         | Harry Webb      | Australijska Partia Pracy                                                                                                  |
| 1955–1969         | Richard Cleaver | Liberalna Partia Australii                                                                                                 |
| 1969–1975         | Adrian Bennett  | Australijska Partia Pracy                                                                                                  |
| 1975–1980         | John Martyr     | Liberalna Partia Australii                                                                                                 |
| 1980–1996         | Kim Beazley     | Australijska Partia Pracy                                                                                                  |
| 1996–1998         | Don Randall     | Liberalna Partia Australii                                                                                                 |
| 1998–2007         | Kim Wilkie      | Australijska Partia Pracy                                                                                                  |
| od 2007           | Steve Irons     | Liberalna Partia Australii                                                                                                 |

źródło: